# Маркова, Татьяна Владимировна
Татьяна Владимировна Маркова (10 июля 1965, Ульяновск) — советская и российская биатлонистка, участница Кубка мира, призёр чемпионата России. Впоследствии — тренер по биатлону.

## Биография
На внутренних соревнованиях представляла город Ульяновск.
В составе сборной России по биатлону принимала участие в гонках Кубка мира в сезоне 1995/96. Дебютировала в индивидуальной гонке на этапе в Брезно, заняв 29-е место. Во второй гонке этого же этапа — спринте, заняла 25-е место и набрала своё единственное очко в зачёт Кубка мира. Всего стартовала в шести гонках.
В сезоне 1996/97 заняла второе место в общем зачёте Кубка Европы, уступив своей соотечественнице Ирине Милешиной.
На уровне чемпионата России становилась серебряным призёром в 2001 году в эстафете.
После окончания спортивной карьеры работает тренером-преподавателем в Центре спортивной подготовки г. Ульяновска. Среди её воспитанников — призёр чемпионата России Иван Пичужкин. Также занимается судейством соревнований по биатлону. В 2010 году награждена почётной грамотой губернатора Ульяновской области.